# Cyrtandra corniculata
Cyrtandra corniculata är en tvåhjärtbladig växtart som beskrevs av Brian Laurence Burtt. Cyrtandra corniculata ingår i släktet Cyrtandra och familjen Gesneriaceae. Inga underarter finns listade i Catalogue of Life.